# ホビット 竜に奪われた王国
『ホビット 竜に奪われた王国』（ホビット りゅうにうばわれたおうこく、The Hobbit: The Desolation of Smaug）は、ピーター・ジャクソン監督・製作・共同脚本による2013年のエピック・ファンタジー・冒険映画である。J・R・R・トールキンの1937年の小説『ホビットの冒険』を原作とした『ホビット』三部作の2作目である。邦題が正式決定する以前は、原題の直訳である『ホビット スマウグの荒らし場』が仮称として使われていた。
また、劇場公開版に未公開シーン約25分を追加した『エクステンデッド・エディション（EE）』を映像ソフトで発表している。

## あらすじ
邪悪なドラゴン、スマウグに王国エレボールを奪われたドワーフの王トーリンはスマウグを退治し、王国を奪い返そうと13人の仲間と、灰色の魔術師ガンダルフ、そしてホビットのビルボ・バギンズらとエレボールを目指して旅を続けている。道中、邪悪なオーク達の追撃をかわしつつ冒険を続けるトーリン、ビルボ達。やがてガンダルフは「もう一つの危惧」を確かめるため闇の森の前で旅の仲間達と別れ、邪悪なネクロマンサーの噂を確かめるためドル・グルドゥアに向かう。ガンダルフはそこで、恐ろしい魔人の復活を目の当たりにする。
ガンダルフと別れたトーリン達は恐ろしい巨大クモの巣穴に紛れ込んでしまい、クモに捕食されかけるが、ビルボの機転と"シルヴァン・エルフ（森のエルフ）"の王の息子レゴラスと 闇の森の守備隊長タウリエルが現れたことによりその場を生き延びる。しかしシルヴァン・エルフはドワーフに良い感情を持たず、より好戦的な種族だった。エルフに見つからなかったビルボを除き、ドワーフ一行はエルフの里に捕らえられてしまう。トーリンはエルフの王でレゴラスの父であるスランドゥイルと会談する。スランドゥイルはスマウグの元からエルフの宝を持ち帰ることを条件に開放する取引を持ちかけるが、かつて王国を奪われた際に見捨てられた恨みを未だに忘れていないトーリンは取引を拒否。ドワーフは全員投獄されることとなる。そんな中、タウリエルは獄中のドワーフの1人・キーリと意気投合し、互いを意識するようになる。
その後、こっそり侵入したビルボの助けによりドワーフ一行は樽に乗り込み川へ脱出する。しかし、一行がエルフの里から出てくるときを待ち伏せていたオークの襲撃に遭い、辛くもその場を逃れるがキーリは毒矢を受けて負傷してしまう。また、武器はすべてエルフの里に残してきてしまったため丸腰であり、一行はまたも危機に陥る。そこに現れた湖の町・エスガロスに住む弓の達人バルドに助けられ、町の中へ密入する。エスガロスはエレボールのある「はなれ山」の近くであるが、かつてスマウグに襲われ富を失った谷間の国の人間達が逃げ込み、現在は堕落した統領により支配されている腐敗した町だった。バルドは子供達を養いながらクーデターを計画していた。そんな中 出会ったドワーフ一行は、町の予言にあった「山の下の王の復活」ではないかとバルドは考える。
ドワーフ一行は統領に隠れてエレボールに向かう準備をしていた際に、キーリの傷が悪化し見つかってしまう。一行は尋問を受けるが、「王国を取り戻した暁には、財宝は山のふもとのすべての民で分け合うこと」を約束し、町の支持を得る。しかし、バルドは「竜を刺激しては再び町が襲われる」と王国の奪還に反対した。誰よりも竜の恐ろしさを理解していた彼は、かつてスマウグを殺し損ねた、谷間の国の領主ギリオンの子孫だったのだ。意見は割れたが、最終的に統領が一行を歓迎することと決めたことでトーリンの説得は成功し、武器や装備を手に入れる。いよいよエレボールに向かうが、キーリは傷の悪化が激しかったため町に残るようトーリンに命じられてしまい、キーリの兄フィーリも弟と共に残ることにする。
苦難を乗り越え、入り口と鍵穴を発見し、エレボールに到着した一行。ビルボはドワーフの秘宝である「アーケン石」を求めて一人エレボール内部に侵入するが、金銀財宝の溢れた宮殿の中で、邪悪な竜が眠りから目を覚まし、ビルボの前に巨大な姿を現す。ビルボはスマウグから「アーケン石」を奪い逃げようとするが、追い詰められてしまう。そこにトーリンたちが助けに現れるが、巨大なスマウグに太刀打ちできず危機に陥る。しかし、トーリンの機転でエレボールの炉に火を入れ、溶かした黄金でスマウグを固めようと思い付く。作戦は成功したかに思えたが、スマウグは固まる前に脱出し、ドワーフ一行に協力したエスガロスを滅ぼすことを告げ、エレボールから飛び立った。

## キャスト
- ビルボ・バギンズ - マーティン・フリーマン（森川智之）
- ガンダルフ - イアン・マッケラン（羽佐間道夫）
- トーリン・オーケンシールド - リチャード・アーミティッジ（東地宏樹）
- スマウグ - ベネディクト・カンバーバッチ（声およびモーションキャプチャ）（大友龍三郎）
- 死人遣い(ネクロマンサー) - ベネディクト・カンバーバッチ[6]
- レゴラス - オーランド・ブルーム（平川大輔）
- タウリエル - エヴァンジェリン・リリー（甲斐田裕子）
- バルド（英語版） - ルーク・エヴァンズ（山路和弘）
- スランドゥイル - リー・ペイス（森田順平）
- 湖の町の統領（英語版） - スティーヴン・フライ（銀河万丈）
- ドワーリン - グレアム・マクタヴィッシュ（玄田哲章）
- バーリン - ケン・ストット（稲垣隆史）
- キーリ - エイダン・ターナー（土田大）
- フィーリ - ディーン・オゴーマン（落合弘治）
- ドーリ - マーク・ハドロウ（英語版）（茶風林）
- ノーリ - ジェド・ブロフィー（英語版）（佐藤せつじ）
- オーリ -アダム・ブラウン（英語版）（宮田幸季）
- オイン - ジョン・カレン（英語版）（小島敏彦）
- グローイン - ピーター・ハンブルトン（英語版）（稲葉実）
- ビフール - ウィリアム・キルシャー（英語版）
- ボフール - ジェームズ・ネスビット（平田広明）
- ボンブール - スティーヴン・ハンター（英語版）
- ガラドリエル - ケイト・ブランシェット（塩田朋子）
- ビヨルン - ミカエル・パーシュブラント（磯部勉）
- ラダガスト - シルヴェスター・マッコイ（英語版）（野島昭生）
- ガリオン - クレイグ・ホール（英語版）（櫻井トオル）
- アルフリド - ライアン・ヘイジ（河本邦弘）
- バイン - ジョン・ベル（英語版）（三宅貴大）
- ブラガ - マーク・ミッチンソン（志村知幸）
- アゾグ（英語版） - マヌー・ベネット
- ボルグ（英語版） - ローレンス・マコール（英語版）
- ナルザグ - ベン・ミッチェル（英語版）（天田益男）
- バーリマン・バタバー (先代) - リチャード・ホワイトサイド
- しだ家のビル（英語版） (先代) - ダラス・ベーレント
- スライン(EEのみ) - アントニー・シャー（坂口芳貞）

## 製作
撮影の大部分は2012年内に完了していたが、2013年5月、本作および完結編の『決戦のゆくえ』の物語のためにニュージーランドで追加撮影が始まり10週間続いた。
本作ではゴラム役のアンディ・サーキスは出演していない。サーキスが出演しないのはロード・オブ・ザ・リングシリーズを含めシリーズ初であるが、前作『思いがけない冒険』と同様に第2班監督として制作に参加している。

### 音楽
映画音楽はハワード・ショアが作曲し、ニュージーランド交響楽団が演奏した。サウンドトラック盤は2013年12月10日に発売された。
エンドクレジットではイングランドのシンガーソングライターのエド・シーランによる「アイ・シー・ファイア (I See Fire)」が使われた。2013年11月5日にiTunesで発売された。

## 配給

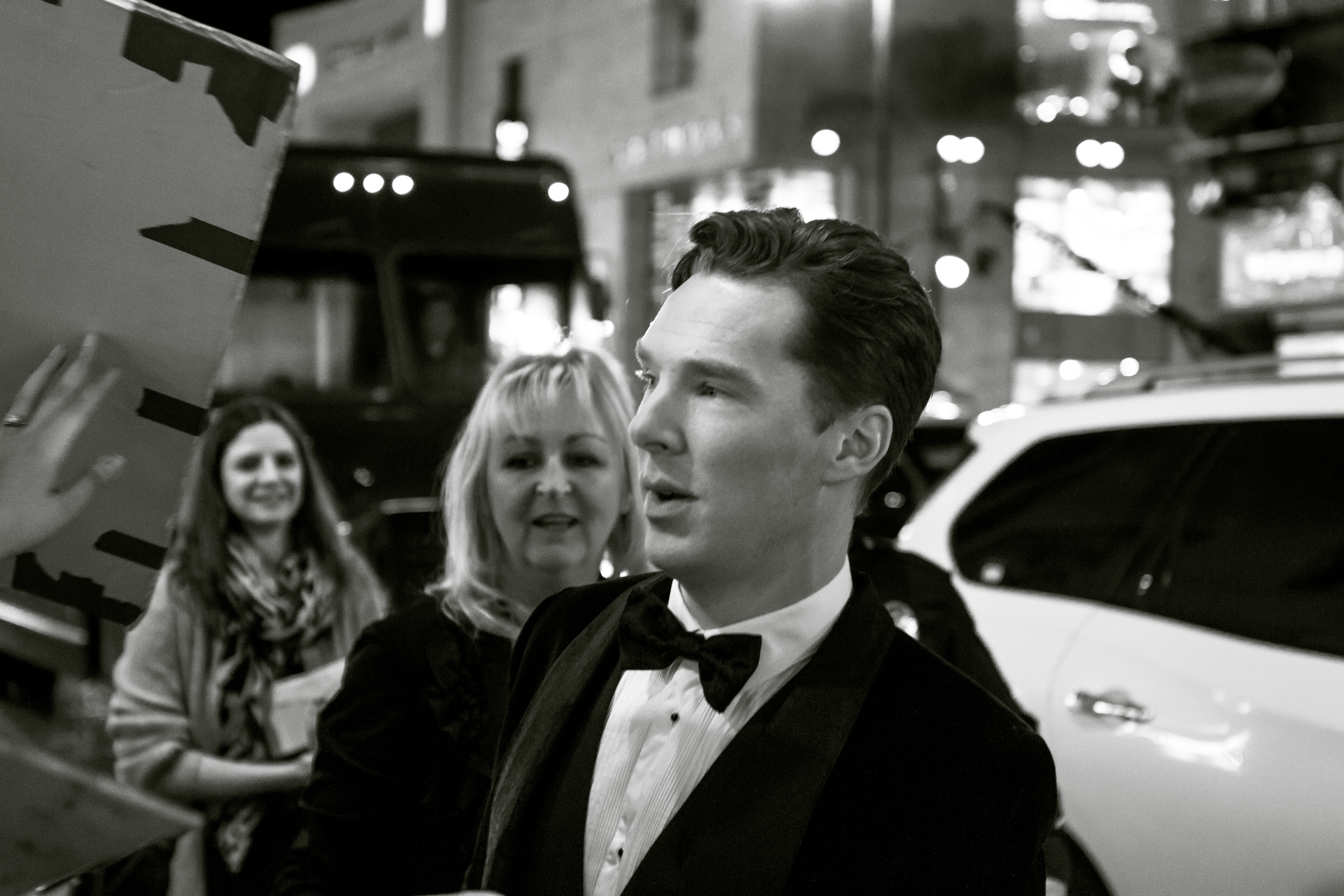
ロサンゼルス・プレミアでのベネディクト・カンバーバッチ。

### マーケティング
ピーター・ジャクソンは2013年3月24日に開催されたライブイベントでシリーズ2作目の詳細を初めて明かした。アクセスコードは『ホビット 思いがけない冒険』のDVDにアタッチされた。中継放送でジャクソンはエヴァンジェリン・リリー演じるタウリエルの役割はエルフの守備隊員であるといったプロットの一部を明かした。1本目の予告編は2013年6月11日に公開された。2013年11月4日、3分に及ぶ予告編が公開された、主要プロットが明確となった。

### 劇場公開
プレミア上映は2013年12月2日にロサンゼルスのドルビー・シアターで行われた。国際市場では2013年12月11日、アメリカ合衆国およびイギリスでは12月13日より封切られた。

## 評価

### 興行収入
2013年12月18日時点で北アメリカでは9099万8253ドル、北アメリカ外で1億3540万ドル、全世界で2億2639万8253ドルを売り上げている。
北アメリカ
初日深夜上映では880万ドルを売り上げたが、これは12月公開作品としては『思いがけない冒険』に次ぐ記録である。初週末は3日間では『思いがけない冒険』より約1100万ドル少ない7364万5197ドルを売り上げた。
北アメリカ外
初週末では1億3540万ドルを売り上げ、そのうちドイツでは1900万ドル、イギリスでは1520万ドル、フランスでは1340万ドルであった。
日本
日本では丸の内ピカデリー1他全国681スクリーンで上映され、2014年3月1日・2日の初週土日2日間で動員24万4,577人、興行収入3億1,326万6,550円で週末の全国映画動員ランキング1位、初日の2月28日（金曜日）を合わせた3日間では累計動員30万5,676人、興収3億9,642万5,150円となった。

### 批評家の反応
ロサンゼルスでのプレミアの後、『Metro』や『ガーディアン』は批評家の反応が好評であったと報じた。一方でE!は前作よりも好評であるが賛否両論と報じた。国際公開の後でMTVは批評家の反応が好調であると報じた。Rotten Tomatoesでは180件の批評家レビューで支持率は74%である。Metacriticでは44件の批評家レビューで加重平均値は66/100である。

## ホームメディア
- 【初回限定生産】ホビット 竜に奪われた王国 ブルーレイ&DVDセット（3枚組、2014年7月9日発売）
- 【初回限定生産】ホビット 竜に奪われた王国 3D&2D ブルーレイセット（4枚組、2014年7月9日発売）
- 【初回限定生産】ホビット 竜に奪われた王国 DVD（1枚組、2014年7月9日発売）
- 【初回限定生産】ホビット 竜に奪われた王国 エクステンデッド・エディション Blu-ray（5枚組、2014年11月12日発売）
- 【初回限定生産】ホビット 竜に奪われた王国 エクステンデッド・エディション DVD（5枚組、2014年11月12日発売）